# Abbott și Costello în Legiunea Străină
Abbott and Costello in the Foregin Legion este un film de comedie american din 1950 regizat de Charles Lamont. În rolurile principale joacă actorii Bud Abbott și Lou Costello.
A avut un buget de 1,25 milioane $ și încasări de 679.687 $.

## Distribuție
- Bud Abbott - Bud Jones
- Lou Costello - Lou Hotchkiss
- Patricia Medina - Nicole Dupre
- Walter Slezak - Sgt. Axmann
- Douglass Dumbrille - Sheik Hamud El Khalid
- Leon Belasco - Hassam—Auctioneer
- Marc Lawrence - Frankie—Loan Shark
- William 'Wee Willie' Davis - Abdullah (ca Wee Willie Davis)
- Tor Johnson - Abou Ben
- Sammy Menacker - Bertram the Magnificent (ca Sam Menacker)
- Jack Raymond - Ali Ami
- Fred Nurney - Commandant
- Paul Fierro - Ibn
- Henry Corden - Ibrim
- Candy Candido - Skeleton (voce) (nemenționat)

## Producție
Inițial filmările au fost programate să înceapă în decembrie 1949,  au fost amânate când Costello a trebuit să fie supus unei operații de vezică biliară gangrenoasă în noiembrie 1949. Filmările au început în cele din urmă la 28 aprilie 1950 și s-au încheiat la 29 mai 1950. În ciuda faptului că a avut cascadori, Costello a luptat wrestling în film, având astfel un braț rupt și un tendon întins.